# 아다마 디오망데
발랑탱 아다마 "디오" 디오망데(프랑스어: Valentin Adama "Dio" Diomandé, 1990년 2월 14일 ~ )는 토론토 FC에서 활약하고 있는 노르웨이의 축구 선수이다.

## 경력
디오망데는 1990년 2월 14일 노르웨이 오슬로에서 태어났으며, 부모 모두 코트디부아르계 사람이다. 그는 홀름리아, 볼레렝아 유소년 팀을 거쳐 륀에서 프로 선수로 데뷔하였다. 이후 여러 노르웨이 축구 구단(셰이드, 회드, 스트룀스고세)에서 활약하면서 엘리테세리엔에서의 실력을 인정 받은 그는 2014년 디나모 민스크로 이적하여 첫 해외 진출을 하게 되나 활약이 기대에 미치지 못하여 1시즌 만에 스타베크로 이적하면서 노르웨이로 돌아오게 된다. 그는 또 다시 뛰어난 활약을 하여 6개월 만에 당시 잉글랜드 챔피언십 소속이던 헐 시티로 이적하여 팀이 프리미어리그로 승격하는데 일조한다.

## 수상

### 클럽
- 스트룀스고세:
  - 엘리테세리엔: 2013